# Приднепровская возвышенность

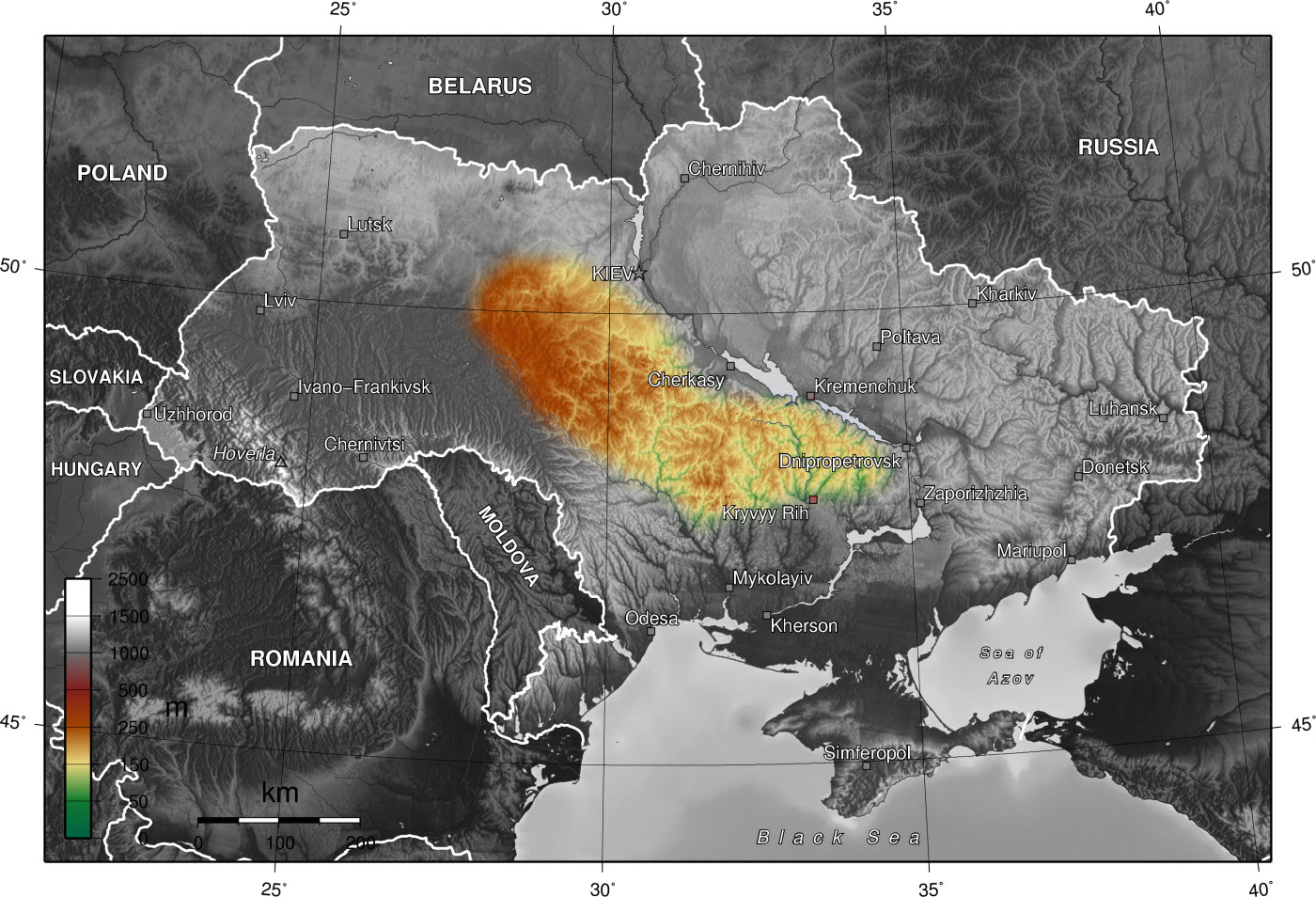
Приднепровская возвышенность обозначена цветом

Приднепро́вская возвы́шенность (укр. Придніпро́вська височина́) — возвышенность в междуречье Днепра и Южного Буга на Украине. На севере ограничена Полесской низменностью, на юге — Причерноморской низменностью, на западе — Подольской возвышенностью, на востоке — Приднепровской низменностью. Средняя высота на севере 220—240 м, и 150—180 на юге. Наибольшая высота 323 м. Северная часть возвышенности включена в лесостепную зону, южная — в степную. Большая часть степи используется под пашню. В регионе высоко развито сельское хозяйство. Месторождения железных (Кривбасс), марганцевых руд (Шевченковское), ильменит-рутиловых песков (Вольногорск), урана (Жёлтые Воды).